# Melinda Geiger
Melinda Geiger (28 de março de 1987) é uma handebolista profissional romena

## Carreira
Melinda Geiger representou a Seleção Romena de Handebol Feminino nos Jogos Olímpicos de Verão de 2016, que terminou em 9º lugar.